# Listă de serii cu patru filme
Aceasta este o listă de serii cu patru filme.

Legenda:
- (A) – Serie de filme 100% animate
- (a) – Serie de filme care nu sunt 100% animate și conțin filme artistice ca sequel sau prequel
- (TV) – film de televiziune
- (V) – direct pe video
- (*) – serial TV atașat

## Serii
- 3 Ninja
  1. 3 Ninjas (1992)
  2. 3 Ninjas Kick Back (1994)
  3. 3 Ninjas Knuckle Up (1995)
  4. 3 Ninjas: High Noon at Mega Mountain (1998)

- 91:an Karlsson
  1. 91:an Karlsson (1946)
  2. 91:an Karlssons permis (1947)
  3. 91:an Karlssons bravader (1951)
  4. Alla tiders 91 Karlsson (1953)

- Abbott și Costello se întâlnesc cu Universal Monsters
  1. Abbott and Costello Meet Frankenstein (1948)
  2. Abbott and Costello Meet the Invisible Man (1951)
  3. Abbott and Costello Meet Dr. Jekyll and Mr. Hyde (1953)
  4. Abbott and Costello Meet the Mummy (1955)

- Airport
  1. Airport (1970)
  2. Airport 1975 (1975)
  3. Airport '77 (1977)
  4. The Concorde ... Airport '79 (1979)

- Alan O'Connor and Bobbie Reynolds
  1. Yellow Cargo (1936)
  2. Navy Spy (1937)
  3. The Gold Racket (1937)
  4. Bank Alarm (1937)

- Alien
  1. Alien (1979)
  2. Aliens (1986)
  3. Alien 3 (1992)
  4. Alien: Renașterea (1997)
- All Grown Up *
  1. All Growed Up (2001) (TV)
  2. All Grown Up!: Interview With a Campfire (2004) (TV)
  3. All Grown Up!: Dude, Where's My Horse? (2005) (TV)
  4. All Grown Up!: R.V. Having Fun Yet? (2006) (TV)
- Anak ni Waray
  1. Waray-waray (1954)
  2. Handang matodas (1956)
  3. Anak ni Waray (1958)
  4. Anak ni Waray vs Anak ni Biday (1984)
- An American Tail *
  1. An American Tail (1986)
  2. An American Tail: Fievel Goes West (1991)
  3. An American Tail: The Treasure of Manhattan Island (1998) (V)
  4. An American Tail: The Mystery of the Night Monster (2000) (V)
- Anaconda
  1. Anaconda (1997)
  2. Anacondas: The Hunt for the Blood Orchid (2004)
  3. Anaconda 3: Offspring (2008) (TV)
  4. Anacondas: Trail of Blood (2008) (TV)
- Angel
  1. Angel (1984)
  2. Avenging Angel (1985)
  3. Angel 3: The Final Chapter (1988)
  4. Angel 4: Undercover (1993)
- Anne Of Green Gables *
  1. Anne Of Green Gables (1985) (TV)
  2. Anne Of Avonlea (1987) (TV)
  3. Anne of Green Gables: The Continuing Story (2000) (TV)
  4. Anne of Green Gables: A New Beginning (2008) (TV) (prequel)
- Apocalypse
  1. Apocalypse (1998)
  2. Apocalypse II: Revelation (1999)
  3. Apocalypse III: Tribulation (2000)
  4. Apocalypse IV: Judgment (2001)
- As Told by Ginger *
  1. As Told By Ginger: Summer of Camp Caprice (2001) (TV)
  2. As Told By Ginger: Foutleys on Ice (2003)  (TV) (aka As Told by Ginger: Far From Home)
  3. As Told By Ginger: Butterflies Are Free (2004) (TV)
  4. As Told By Ginger: The Wedding Frame (2004) (V)
- Serie de filme artistice cu Astérix
  1. Astérix & Obélix Take On Caesar (1999)
  2. Astérix & Obélix: Mission Cleopatra (2003)
  3. Astérix at the Olympic Games (2008)
  4. Asterix and Obelix: God Save Britannia (2012)
- Ator l'invincibile
  1. Ator l'invincible (1982)
  2. Ator l'invincibile 2 (1984)
  3. Iron Warrior (1987)
  4. Quest for the Mighty Sword (1990)
- Batman (seria din 1989)
  1. Batman (1989)
  2. Batman Returns (1992)
  3. Batman Forever (1995)
  4. Batman & Robin (1997)
- Ben 10 ** (a)
  1. Ben 10 vs. the Negative 10 (2007) (TV)
  2. Ben 10: Secret of the Omnitrix (2007) (TV)
  3. Ben 10: Race Against Time (2007) (TV)
  4. Ben 10: Alien Swarm (2009) (TV)
- Best of the Best
  1. Best of the Best (1989)
  2. Best of the Best 2 (1993)
  3. Best of the Best 3: No Turning Back (1996) (V)
  4. Best of the Best 4: Without Warning (1998) (V)
- Billy Jack
  1. The Born Losers (1967)
  2. Billy Jack (1971)
  3. The Trial of Billy Jack (1974)
  4. Billy Jack Goes to Washington (1977)
- Bionicle (A)
  1. Bionicle: Mask of Light (2003) (V)
  2. Bionicle 2: Legends of Metru Nui (2004) (V)
  3. Bionicle 3: Web of Shadows (2005) (V)
  4. Bionicle: The Legend Reborn (2009) (V)
- Black Cobra
  1. Black Cobra (1987)
  2. Black Cobra 2 (1988)
  3. Black Cobra 3: Manila Connection (1990)
  4. Black Cobra 4: Detective Malone (1990)
- Bleach *
  1. Bleach: Memories of Nobody (2006)
  2. Bleach: The DiamondDust Rebellion (2007)
  3. Bleach: Fade to Black (2008)
  4. Bleach: Hell Verse (2010)
- Blind Dead
  1. Tombs of the Blind Dead (1971)
  2. Return of the Blind Dead (1973)
  3. The Ghost Galleon (1974)
  4. Night of the Seagulls (1975)
- Blood
  1. Brides of Blood (1968)
  2. Mad Doctor of Blood Island (1968)
  3. Beast of Blood (1971)
  4. Brain of Blood (1972)
- Bloodsport
  1. Bloodsport (1988)
  2. Bloodsport II: The Next Kumite (1996)
  3. Bloodsport III (1997)
  4. Bloodsport 4: The Dark Kumite (1999)
- The Brave Archer
  1. The Brave Archer (1977)
  2. The Brave Archer 2 (1978)
  3. The Brave Archer 3 (1981) (aka Blast of the Iron Palm)
  4. The Brave Archer and His Mate (1982) (aka Mysterious Island)
- Broadway Melody
  1. The Broadway Melody (1929)
  2. Broadway Melody of 1936 (1935)
  3. Broadway Melody of 1938 (1937)
  4. Broadway Melody of 1940 (1940)
- CBI
  1. Oru CBI Diary Kurippu (1988)
  2. Jagratha (1989)
  3. Sethurama Iyer CBI (2004)
  4. Nerariyan CBI (2005)
- ChalkZone *
  1. ChalkZone: Double Trouble (2004) (TV)
  2. ChalkZone: The Big Blow Up (2004) (TV)
  3. ChalkZone: When Santas Collide (2004) (TV)
  4. ChalkZone: The Art of Sucker Punch (2009) (TV)
- The Cheerleaders
  1. The Cheerleaders (1973)
  2. The Swinging Cheerleaders (1974)
  3. Revenge of the Cheerleaders (1976)
  4. The Great American Girl Robbery (1979) (aka Cheerleaders Wild Weekend)
- CKY
  1. CKY (1999) (V) (aka Landspeed presents: CKY)
  2. CKY2K (2000) (V)
  3. CKY 3 (2001) (V)
  4. CKY4: The Latest & Greatest  (2002) (V)
- Colonnello Rambaldo Buttiglione
  1. Un ufficiale non si arrende mai nemmeno di fronte all'evidenza, firmato Colonnello Buttiglione (1973)
  2. Il colonnello Buttiglione diventa generale (1974)
  3. Buttiglione diventa capo del servizio segreto (1975)
  4. Von Buttiglione Sturmtruppenführer (1977)
- Confessions
  1. Confessions of a Window Cleaner (1974)
  2. Confessions of a Pop Performer (1975)
  3. Confessions of a Driving Instructor (1976)
  4. Confessions from a Holiday Camp (1977)
- Contes des quatre saisons
  1. Conte de printemps (1990)
  2. Conte d'hiver (1992)
  3. Conte d'été (1996)
  4. Conte d'automne (1998)
- Critters
  1. Critters (1986)
  2. Critters 2: The Main Course (1988)
  3. Critters 3 (1991)
  4. Critters 4 (1992) (V)
- The Crow *
  1. The Crow (1994)
  2. The Crow: City of Angels (1996)
  3. The Crow: Salvation (2000) (V)
  4. The Crow: Wicked Prayer (2005) (V)
- A Cry in the Wild/White Wolves
  1. A Cry in the Wild (1990)
  2. White Wolves: A Cry in the Wild II (1993)
  3. White Wolves II: Legend of the Wild (1995)
  4. White Wolves III: Cry of the White Wolf (2000)
- Dad and Dave (seria din 1932) *
  1. On Our Selection (1932)
  2. Grandad Rudd (1935)
  3. Dad and Dave Come to Town (1938)
  4. Dad Rudd, M.P. (1940)
- Danny Phantom *
  1. Danny Phantom: Reign Storm (2005) (TV)
  2. Danny Phantom: The Ultimate Enemy (2005) (TV)
  3. Danny Phantom: Reality Trip (2006) (TV)
  4. Danny Phantom: Phantom Planet (2007) (TV)
- The Dark Wind
  1. The Dark Wind (1991)
  2. Skinwalkers (2002) (TV)
  3. Coyote Waits (2003) (TV)
  4. A Thief of Time (2004) (TV)
- Deathstalker
  1. Deathstalker (1983)
  2. Deathstalker II (1987) (V)
  3. Deathstalker and the Warriors from Hell (1988) (V)
  4. Deathstalker IV: Match of Titans (1990)
- Demons
  1. Dèmoni (1985) (aka Demons)
  2. Dèmoni 2 (1986) (aka Demons 2)
  3. Dèmoni 3 (1991) (aka Demons 3, Black Demons, The Church)
  4. Cemetery Man (1994) (aka Dellamorte Dellamore, Demons '95) (neoficial)
- Dennis the Menace (serie de filme artistice) ***
  1. Dennis the Menace: Dinosaur Hunter (1987) (TV)
  2. Dennis the Menace (1993)
  3. Dennis the Menace Strikes Again (1998) (V)
  4. A Dennis the Menace Christmas (2007) (V)
- Dick Tracy (serials)
  1. Dick Tracy (1937)
  2. Dick Tracy Returns (1938)
  3. Dick Tracy's G-Men (1939)
  4. Dick Tracy vs. Crime, Inc. (1941)
- Dick Tracy
  1. Dick Tracy (1945)
  2. Dick Tracy vs. Cueball (1946)
  3. Dick Tracy's Dilemma (1947)
  4. Dick Tracy Meets Gruesome (1947)
- The Dirty Dozen *
  1. The Dirty Dozen (1967)
  2. The Dirty Dozen: The Next Mission (1985) (TV)
  3. The Dirty Dozen: The Deadly Mission (1987) (TV)
  4. The Dirty Dozen: The Fatal Mission (1988) (TV)
- Disney's DuckTales **
  1. Disney's DuckTales: The Treasure of the Golden Suns (1987) (TV)
  2. Disney's DuckTales: Time Is Money (1988) (TV)
  3. Super DuckTales (1989) (TV)
  4. DuckTales the Movie: Treasure of the Lost Lamp (1990)
- Disney's Lilo & Stitch *
  1. Disney's Lilo & Stitch (2002)
  2. Disney's Stitch! The Movie (2003) (V)
  3. Disney's Lilo & Stitch 2: Stitch Has a Glitch (2005) (V) (Interquel between Lilo & Stitch and Stitch! The Movie)
  4. Disney's Leroy & Stitch (2006) (V)
- Disney's Recess - Created by Paul & Joe *
  1. Recess: School's Out (2001)
  2. Recess Christmas: Miracle on Third Street (2001) (V)
  3. Recess: Taking the Fifth Grade (2003) (V)
  4. Recess: All Growed Down (2004) (V)
- The Doberman Gang
  1. The Doberman Gang (1972)
  2. The Daring Dobermans (1973)
  3. The Amazing Dobermans (1976)
  4. Alex and the Doberman Gang (1980) (TV)
- Dolai
  1. Dolai (1985)
  2. Dolai 2 (1986)
  3. Dolai 3 (1987)
  4. Dolai 4: Dune Buggy (1988)
- The Donald Stachey Mysteries
  1. Third Man Out (2005)
  2. Shock to the System (2006)
  3. On the Other Hand, Death (2008)
  4. Ice Blues (2009) (TV)
- Dragon Ball *
  1. Curse of the Blood Rubies (1986)
  2. Sleeping Princess in Devil's Castle (1987)
  3. Mystical Adventure (1988)
  4. The Path to Power (1996) (TV)
- Enteng Kabisote: Okay ka, Fairy Ko*
  1. The Legend (2004)
  2. The Legend Continues (2005)
  3. The Legend Goes On and On and On (2006)
  4. The Beginning of the Legend (2007)
- Exorcistul (seria originală) 
  1. The Exorcist (1973)
  2. Exorcist II: The Heretic (1977)
  3. The Exorcist III (1990)
  4. Exorcist: The Beginning (2004)
- The Exorcist (seria alternativă) 
  1. The Exorcist (1973)
  2. Exorcist II: The Heretic (1977)
  3. The Exorcist III (1990)
  4. Dominion: Prequel to the Exorcist (2005)
- Female Convict Scorpion
  1. Female Convict 701: Scorpion (1972)
  2. Female Convict Scorpion: Jailhouse 41 (1972)
  3. Female Prisoner Scorpion: Beast Stable (1973)
  4. Female Convict Scorpion: Grudge Song (1973)
- Fibber McGee and Molly *
  1. Look Who's Laughing (1941)
  2. Here We Go Again (1942)
  3. Heavenly Days (1944)
  4. Comin' Round the Mountain (1940) (spin-off)
- Fist of Fury
  1. Fist of Fury (1972)
  2. New Fist of Fury (1976)
  3. Fist of Fury II (1976)
  4. Fist of Fury III (1980)
- Free Willy *
  1. Free Willy (1993)
  2. Free Willy 2: The Adventure Home (1995)
  3. Free Willy 3: The Rescue (1997)
  4. Free Willy: Escape from Pirate's Cove (2010) (V)
- Frosty the Snowman (A)
  1. Frosty the Snowman (1969) (TV)
  2. Frosty's Winter Wonderland (1976) (TV)
  3. Rudolph and Frosty's Christmas in July (1979) (TV)
  4. Frosty Returns (1992) (TV)
- Franklin (A) *
  1. Franklin and the Green Knight (2000)
  2. Franklin's Magic Christmas (2001)
  3. Back to School with Franklin (2003)
  4. Franklin and the Turtle Lake Treasure (2006)
- Four Daughters
  1. Four Daughters (1938)
  2. Daughters Courageous (1939)
  3. Four Wives (1940)
  4. Four Mothers (1941)
- Futurama * (A)
  1. Futurama: Bender's Big Score (2008) (V)
  2. Futurama: The Beast with a Billion Backs (2008) (V)
  3. Futurama: Bender's Game (2008) (V)
  4. Futurama: Into the Wild Green Yonder (2009) (V)
- Gakko no Kaidan
  1. Gakko no Kaidan (1995)
  2. Gakko no Kaidan 2 (1996)
  3. Gakko no Kaidan 3 (1997)
  4. Gakko no Kaidan 4 (1999)
- Ghoulies
  1. Ghoulies (1985)
  2. Ghoulies II (1987)
  3. Ghoulies III: Ghoulies Go to College (1991)
  4. Ghoulies IV (1994)
- The Great Gildersleeve *
  1. The Great Gildersleeve (1942)
  2. Gildersleeve's Bad Day (1943)
  3. Gildersleeve on Broadway (1943)
  4. Gildersleeve's Ghost (1944)
- Gold Diggers
  1. Gold Diggers of 1933 (1933)
  2. Gold Diggers of 1935 (1935)
  3. Gold Diggers of 1937 (1936)
  4. Gold Diggers in Paris (1938)
- The Grim Adventures of Billy & Mandy **
  1. The Grim Adventures of Billy & Mandy: Billy & Mandy's Big Boogey Adventure (2007) (TV)
  2. The Grim Adventures of Billy & Mandy: Wrath of the Spider Queen (2007) (TV)
  3. The Grim Adventures of the Kids Next Door (2007) (TV)
  4. Underfist: Halloween Bash (2008) (TV)
- Hannibal Lecter
  1. The Silence of the Lambs (1991)
  2. Hannibal (2001)
  3. Red Dragon (2002) (prequel)
  4. Hannibal Rising (2007) (prequel)
- Halloweentown
  1. Halloweentown (1998) (TV)
  2. Halloweentown II: Kalabar's Revenge (2001) (TV)
  3. Halloweentown High (2004) (TV)
  4. Return to Halloweentown (2006) (TV)
- Hell Comes to Frogtown
  1. Hell Comes to Frogtown (1987)
  2. Return to Frogtown (1993)
  3. Toad Warrior (1996)
  4. Max Hell Frog Warrior (2002)
- House
  1. House (1986)
  2. House II: The Second Story (1987)
  3. The Horror Show (1989) (unofficial)
  4. House IV (1991)
- House Party *
  1. House Party (1990)
  2. House Party 2 (1991)
  3. House Party 3 (1993)
  4. House Party 4: Down to the Last Minute (2001) (V)
- Hunter *
  1. Hunter (1984) (TV)
  2. The Return of Hunter: Everyone Walks in L.A. (1995) (TV)
  3. Hunter: Return to Justice (2002) (TV)
  4. Hunter: Back in Force (2003) (TV)
- iCarly *
  1. iCarly: iGo to Japan (2008) (TV)
  2. iCarly: iDate a Bad Boy (2009) (TV)
  3. iCarly: iFight Shelby Marx (2009) (TV)
  4. iCarly: iQuit iCarly (2009) (TV)
- Ice Age
  1. Ice Age (2002)
  2. Ice Age: The Meltdown (2006)
  3. Ice Age: Dawn of the Dinosaurs (2009)
  4. Ice Age: Continental Drift (2012)
- Ilsa: She-Wolf of the SS
  1. Ilsa, She Wolf of the SS (1975)
  2. Ilsa, Harem Keeper of the Oil Sheiks (1976)
  3. Greta - Haus ohne Männer (aka Ilsa, the Wicked Warden) (1977)
  4. Tigress (1977)
- Imperium
  1. Imperium: Augustus (2003)
  2. Imperium: Nero (2004)
  3. Imperium: Saint Peter (2005)
  4. Imperium: Pompeii (2006)
- Indiana Jones * (theatrical films)
  1. Raiders of the Lost Ark (1981)
  2. Indiana Jones and the Temple of Doom (1984) (prequel)
  3. Indiana Jones and the Last Crusade (1989)
  4. Indiana Jones and the Kingdom of the Crystal Skull (2008)
- Ingmarssönerna
  1. Ingmarssönerna (1919)
  2. Karin Ingmarsdotter (1920)
  3. Ingmarsarvet (1925)
  4. Till österland (1926)
- Inspector Gadget ****
  1. The Amazing Adventures of Inspector Gadget (1986) (V)
  2. Inspector Gadget: Gadget's Greatest Gadgets (1999) (V)
  3. Inspector Gadget's Last Case: Claw's Revenge (2002) (TV)
  4. Inspector Gadget's Biggest Caper Ever: The Case Of The Giant Flying Lizard (2005) (V)
- The Inspector Wears Skirts
  1. The Inspector Wears Skirts (1988)
  2. The Inspector Wears Skirts II (1989)
  3. The Inspector Wears Skirts III (1990)
  4. The Inspector Wears Skirts IV (1992)
- Inuyasha *
  1. Affections Touching Across Time (2001)
  2. The Castle Beyond the Looking Glass (2002)
  3. Swords of an Honorable Ruler (2003)
  4. Fire on the Mystic Island (2004)
- Iron Eagle
  1. Iron Eagle (1986)
  2. Iron Eagle II (1988)
  3. Aces: Iron Eagle III (1992)
  4. Iron Eagle IV (1995)
- Ironside *
  1. Ironside (1967) (TV) (Pilot al serialului TV)
  2. Split Second to an Epitaph (1968) (TV)
  3. The Priest Killer (1971) (TV)
  4. The Return of Ironside (1993) (TV)
- It's a Mad, Mad, Mad World
  1. It's a Mad, Mad, Mad World (1987)
  2. It's a Mad, Mad, Mad World 2 (1988)
  3. It's a Mad, Mad, Mad World 3 (1989)
  4. It's a Mad, Mad, Mad World 4 (1992)
- Jack Ryan
  1. The Hunt for Red October (1990)
  2. Patriot Games (1992)
  3. Clear and Present Danger (1994)
  4. The Sum of All Fears (2002)
- Janne Vängman
  1. Janne Vängmans bravader (1948)
  2. Janne Vängman på nya äventyr (1949)
  3. Janne Vängman i farten (1952)
  4. Janne Vängman och den stora kometen (1955)
- Fălci
  1. Jaws (1975)
  2. Jaws 2 (1978)
  3. Jaws 3-D (1983)
  4. Jaws: The Revenge (1987)
- Journey to the Unknown *
  1. Journey Into Darkness (1968)
  2. Journey to Midnight (1968)
  3. Journey to the Unknown (1969) (TV)
  4. Journey to Murder (1971)
- The Karate Kid *
  1. The Karate Kid (1984)
  2. The Karate Kid, Part II (1986)
  3. The Karate Kid, Part III (1989)
  4. The Next Karate Kid (1994)
- Komisario Palmun
  1. Komisario Palmun erehdys (1960)
  2. Kaasua, komisario Palmu! (1961)
  3. Tähdet kertovat, komisario Palmu (1962)
  4. Vodkaa, komisario Palmu (1969)
- Krummerne * 
  1. Krummerne (1991)
  2. Krummerne 2: Stakkels Krumme (1992)
  3. Krummerne 3 - fars gode idé (1994)
  4. Krummerne - Så er det jul igen (2006)
- The Kids in the Hall **
  1. Kids in the Hall: Brain Candy (1996)
  2. Kids in the Hall: Same Guys, New Dresses (2001)
  3. Kids in the Hall: Tour of Duty (2002) (V)
  4. Carfuckers (2008)
- Killer Tomatoes! *
  1. Attack of the Killer Tomatoes (1978)
  2. Return of the Killer Tomatoes (1988)
  3. Killer Tomatoes Strike Back (1990) (V)
  4. Killer Tomatoes Eat France (1991) (V)
- Killjoy
  1. Killjoy (2000) (V)
  2. Killjoy 2: Deliverance from Evil (2002) (V)
  3. Killjoy 3 (2010) (V)
  4. Killjoy Goes to Hell (2012) (V)
- Kolchak: The Night Stalker **
  1. The Night Stalker (1972) (TV)
  2. The Night Strangler (1972) (TV)
  3. Crackle of Death (1976) (TV)
  4. The Demon and the Mummy (1976) (TV)
- La gran familia
  1. La gran familia (1962)
  2. La familia y... uno más (1965)
  3. La familia, bien, gracias (1979)
  4. La familia... 30 años después (1999) (TV)
- La poliziotta
  1. La poliziotta (1974)
  2. La poliziotta fa carriera (1975)
  3. La poliziotta della squadra del buon costume (1979)
  4. La poliziotta a New York (1981)
- Les Boys *
  1. Les Boys (1997)
  2. Les Boys II (1998)
  3. Les Boys III (2001)
  4. Les Boys IV (2005)
- Lethal Weapon
  1. Lethal Weapon (1987)
  2. Lethal Weapon 2 (1989)
  3. Lethal Weapon 3 (1992)
  4. Lethal Weapon 4 (1998)
- Lieutenant 'Brass' Bancroft
  1. Secret Service of the Air (1939)
  2. Code of the Secret Service (1939)
  3. Smashing the Money Ring (1939)
  4. Murder in the Air (1940)
- Lilla Jönssonligan
  1. Lilla Jönssonligan och cornflakeskuppen (1996)
  2. Lilla Jönssonligan på styva linan (1997)
  3. Lilla Jönssonligan på kollo (2004)
  4. Lilla Jönssonligan och stjärnkuppen (2006)
- Lille Fridolf
  1. Lille Fridolf och jag (1956)
  2. Lille Fridolf blir morfar (1957)
  3. Fridolf sticker opp! (1958)
  4. Fridolfs farliga ålder (1959)
- The Lincoln Cycle
  1. My Mother (1917)
  2. My Father (1917)
  3. Myself (1917)
  4. Her Country's Call (1917)
- Loafing and Camouflage
  1. Loafing and Camouflage (1984)
  2. BIOS kai Politeia (1987)
  3. Loafing and Camouflage: Sirens in the Aegean (2005)
  4. Loafing and Camouflage: I4 (2008)
- Lucky Luke * (A)
  1. Daisy Town (1971)
  2. The Ballad of the Daltons (1978)
  3. The Daltons on the Loose (1983)
  4. Go West: A Lucky Luke Adventure (2007)
- The Magnificent Seven *
  1. The Magnificent Seven (1960)
  2. Return of the Seven (1966)
  3. Guns of the Magnificent Seven (1969)
  4. The Magnificent Seven Ride! (1972)
- Mandrake the Magician *
  1. Mandrake the Magician (1939) (serial)
  2. Mandrake the Magician (1954) (TV)
  3. Mandrake Killing'e karsi (1967)
  4. Mandrake (1979)
- Matt Helm
  1. The Silencers (1966)
  2. Murderers' Row (1966)
  3. The Ambushers (1967)
  4. The Wrecking Crew (1969)
- McDull
  1. My Life as McDull (2001)
  2. McDull, Prince de la Bun (2004)
  3. McDull, the Alumni (2006)
  4. McDull, Kung Fu Kindergarten (2009)
- Meatballs
  1. Meatballs (1979)
  2. Meatballs Part II (1984)
  3. Meatballs III: Summer Job (1986)
  4. Meatballs 4: To the Rescue (1992)
- Mickey Mouse Clubhouse *
  1. Mickey Mouse Clubhouse: Mickey Saves Santa and Other Mouseketales (2006) (V)
  2. Mickey Mouse Clubhouse: Mickey's Great Clubhouse Hunt (2007) (V)
  3. Mickey Mouse Clubhouse: Mickey's Treat (2007) (V)
  4. Mickey Mouse Clubhouse: Mickey's Adventures in Wonderland (2009) (V)
- Midnight Run
  1. Midnight Run (1988)
  2. Another Midnight Run (1994) (TV)
  3. Midnight Runaround (1994) (TV)
  4. Midnight Run for Your Life (1994) (TV)
- Mind's Eye (A)
  1. The Mind's Eye: A Computer Animation Odyssey (1990)
  2. Beyond the Mind's Eye (1992)
  3. The Gate to the Mind's Eye (1994)
  4. Odyssey Into The Mind's Eye (1996)
- Mirror, Mirror
  1. Mirror, Mirror (1990)
  2. Mirror, Mirror 2: Raven Dance (1994)
  3. Mirror, Mirror III: The Voyeur (1995)
  4. Mirror, Mirror IV: Reflection (2000)
- Miss Marple Murder series
  1. Murder, She Said (1961)
  2. Murder at the Gallop (1963)
  3. Murder Most Foul (1964)
  4. Murder Ahoy! (1964)
- Mission: Impossible *
  1. Mission: Impossible (1996)
  2. Mission: Impossible II (2000)
  3. Mission: Impossible III (2006)
  4. Mission: Impossible – Ghost Protocol (2011)
- Monsieur Hulot
  1. Les vacances de Monsieur Hulot (1953)
  2. Mon oncle (1958)
  3. Play Time (1967)
  4. Trafic (1971)
- Morecambe and Wise ******
  1. The Intelligence Men (1965)
  2. That Riviera Touch (1966)
  3. The Magnificent Two (1967)
  4. Night Train to Murder (1984) (TV)
- Mr. Magoo ***
  1. 1001 Arabian Nights (1959)
  2. Mr. Magoo's Christmas Carol (1962) (TV)
  3. Uncle Sam Magoo (1970) (TV)
  4. Mr. Magoo (1997) (Live-action)
- The Mummy (Universal)
  1. The Mummy's Tomb (1940)
  2. The Mummy's Hand (1942)
  3. The Mummy's Ghost (1944)
  4. The Mummy's Curse (1944)
- The Mummy (1959 series)
  1. The Mummy (1959)
  2. The Curse of the Mummy's Tomb (1964)
  3. The Mummy's Shroud (1966)
  4. Blood from the Mummy's Tomb (1971)
- Murder 101
  1. Murder 101 (2006) (TV)
  2. Murder 101: College Can Be Murder (2007) (TV)
  3. Murder 101: If Wishes Were Horses (2007) (TV)
  4. Murder 101: Locked Room Mystery (2008) (TV) (aka Murder 101: New Age)
- Nemesis
  1. Nemesis (1992)
  2. Nemesis 2: Nebula (1995) (V)
  3. Nemesis 3: Prey Harder (1996) (V)
  4. Nemesis 4: Death Angel (1996) (V)
- Nemuri Kyoshirō (Tamura Masakazu series)
  1. Nemuri Kyôshirô (1989)
  2. Nemuri Kyôshirô 2: Conspiracy in Edo Castle (1993)
  3. Nemuri Kyôshirô 3: The Man of No Tomorrow (1996)
  4. Nemuri Kyôshirô 4: The Woman Who Loved Kyoshiro (1998)
- The NeverEnding Story * (alternate series)
  1. The NeverEnding Story (1984)
  2. The NeverEnding Story II: The Next Chapter (1990)
  3. The NeverEnding Story III (1994)
  4. Tales from the NeverEnding Story (2001) (TV) (V)
- Nick Carter (Silent serials)
  1. Nick Carter, le roi des détectives (1908)
  2. Les nouveaux exploits de Nick Carter (1909)
  3. Nick Carter acrobate (1910)
  4. Nick Carter - Le mystère du lit blanc (1911)
- The Omen
  1. The Omen (1976)
  2. Damien: Omen II (1978)
  3. Omen III: The Final Conflict (1981)
  4. Omen IV: The Awakening (1991) (TV)
- Operatsiya Y i drugiye priklyucheniya Shurika
  1. Sovershenno seryozno (1961)
  2. Operatsiya Y i drugiye priklyucheniya Shurika (1965)
  3. Kavkazskaya plennitsa, ili Novye priklyucheniya Shurika (1967)
  4. Ivan Vasilevich menyaet professiyu (1973)
- Paranormal Activity
  1. Paranormal Activity (2007)
  2. Paranormal Activity 2 (2010)
  3. Paranormal Activity 3 (2011)
  4. Paranormal Activity 4 (2012)
- Paul Temple
  1. Send for Paul Temple (1946)
  2. Calling Paul Temple (1948)
  3. Paul Temple's Triumph (1950)
  4. Paul Temple Returns (1952)
- Peanuts (A)*
  1. A Boy Named Charlie Brown (1969)
  2. Snoopy Come Home (1972)
  3. Race for Your Life, Charlie Brown (1977)
  4. Bon Voyage, Charlie Brown (and Don't Come Back!) (1980)
- Pedro Penduko *
  1. Pedro Penduko (1954)
  2. Ang mahiwagang daigdig ni Pedro Penduko (1973)
  3. Ang pagbabalik ni Pedro Penduko (1994)
  4. Pedro Penduko, Episode II: The Return of the Comeback (2000)
- Peyton Place **
  1. Peyton Place (1957)
  2. Return to Peyton Place (1961)
  3. Murder in Peyton Place (1977) (TV)
  4. Peyton Place: The Next Generation (1985) (TV)
- Phantasm
  1. Phantasm (1979)
  2. Phantasm II (1988)
  3. Phantasm III: Lord of the Dead (1994)
  4. Phantasm IV: Oblivion (1998)
- Piedone
  1. Piedone lo sbirro (1973)
  2. Piedone a Hong Kong (1975)
  3. Piedone l'africano (1978)
  4. Piedone d'Egitto (1980)
- Pirates of the Caribbean
  1. Pirates of the Caribbean: The Curse of the Black Pearl (2003)
  2. Pirates of the Caribbean: Dead Man's Chest (2006)
  3. Pirates of the Caribbean: At World's End (2007)
  4. Pirates of the Caribbean: On Stranger Tides (2011)
- Poison Ivy
  1. Poison Ivy (1992)
  2. Poison Ivy II: Lily (1995)
  3. Poison Ivy: The New Seduction (1997) (V)
  4. Poison Ivy: The Secret Society (2008) (V)
- Pom Pom
  1. Pom Pom (1984)
  2. The Return of Pom Pom (1984)
  3. Mr. Boo Meets Pom Pom (1985)
  4. Pom Pom Strikes Back (1986)
- Pontianak
  1. Pontianak (1957)
  2. Dendam Pontianak (1957)
  3. Sumpah Pontianak (1958)
  4. Pontianak Kembali (1963)
- The Prince and Me
  1. The Prince and Me (2004)
  2. The Prince and Me 2: The Royal Wedding (2006) (V)
  3. The Prince and Me 3: Royal Honeymoon (2008)
  4. The Prince and Me 4: The Elephant Adventure (2010) (V)
- P.R.O.B.E.
  1. P.R.O.B.E.: The Zero Imperative (1994) (V)
  2. P.R.O.B.E.: The Devil of Winterborne (1995) (V)
  3. P.R.O.B.E.: Unnatural Selection (1996) (V)
  4. P.R.O.B.E.: Ghosts of Winterborne (1996) (V)
- Project Shadowchaser
  1. Project Shadowchaser (1992)
  2. Project Shadowchaser II (1994)
  3. Project Shadowchaser III (1995)
  4. Project Shadowchaser IV (1996) (aka Orion's Key)
- Prom Night
  1. Prom Night (1980)
  2. Hello Mary Lou: Prom Night II (1987)
  3. Prom Night III: The Last Kiss (1990)
  4. Prom Night IV: Deliver Us from Evil (1992)
- Psycho
  1. Psycho (1960)
  2. Psycho II (1983)
  3. Psycho III (1986)
  4. Psycho IV: The Beginning (1990) (also prequel) (TV)
- Pumpkinhead
  1. Pumpkinhead (1989)
  2. Pumpkinhead II: Blood Wings (1994)
  3. Pumpkinhead: Ashes to Ashes (2006)
  4. Pumpkinhead: Blood Feud (2007) (V)
- Rambo
  1. First Blood (1982)
  2. Rambo: First Blood Part II (1985)
  3. Rambo III (1988)
  4. Rambo IV (2008)
- Rebuild of Evangelion
  1. Evangelion: 1.0 You Are (Not) Alone (2007)
  2. Evangelion: 2.0 You Can (Not) Advance (2009)
  3. Evangelion: 3.0 You Can (Not) Redo (2012)
  4. Evangelion: Final (2013)
- Relentless
  1. Relentless (1989)
  2. Dead On: Relentless II (1992)
  3. Relentless 3 (1993)
  4. Relentless IV: Ashes to Ashes (1994)
- Revenge of the Nerds
  1. Revenge of the Nerds (1984)
  2. Revenge of the Nerds II: Nerds in Paradise (1987)
  3. Revenge of the Nerds III: The Next Generation (1992) (TV)
  4. Revenge of the Nerds IV: Nerds in Love (1994) (TV)
- Ringu (Japanese series) *
  1. Ringu (1998)
  2. Rasen (1998)
  3. Ringu 2 (1999)
  4. Ring 0: Birthday (2000)
- RoboCop: Prime Directives
  1. RoboCop: Final Justice (2001) (TV)
  2. RoboCop: Meltdown (2001) (TV)
  3. RoboCop: Resurrection (2001) (TV)
  4. RoboCop: Crash and Burn (2001) (TV)
- Robotech *
  1. Codename: Robotech (1985)
  2. Robotech: The Movie (1986) (aka Robotech: The Untold Story)
  3. Robotech II: The Sentinels (1987)
  4. Robotech: The Shadow Chronicles (2006)
- Rocket Power *
  1. Rocket Power: Race Across New Zealand (2002) (TV)
  2. Rocket Power: Reggie's Big (Beach) Break (2003) (TV)
  3. Rocket Power: Island of the Menehune (2004) (TV)
  4. Rocket Power: The Big Day (2004) (TV)
- Roxy Hunter
  1. Roxy Hunter and the Mystery of the Moody Ghost (2007) (TV)
  2. Roxy Hunter and the Myth of the Mermaid (2008) (TV)
  3. Roxy Hunter and the Secret of the Shaman (2008) (TV)
  4. Roxy Hunter and the Horrific Halloween (2008) (TV)
- Scooby-Doo
  1. Scooby-Doo (2002)
  2. Scooby-Doo 2: Monsters Unleashed (2004)
  3. Scooby-Doo! The Mystery Begins (2009) (TV) (prequel)
  4. Scooby-Doo! Curse of the Lake Monster (2010) (TV) (prequel)
- Scream
  1. Scream (1996)
  2. Scream 2 (1997)
  3. Scream 3 (2000)
  4. Scream 4 (2011)
- Semmelweis
  1. Semmelweis (1940)
  2. Semmelweis (1952)
  3. Ignaz Semmelweis - Arzt der Frauen (1989) (TV)
  4. Docteur Semmelweis (1995) (TV)
- The Sex Life of the Belgians
  1. La Vie sexuelle des Belges 1950-1978 (1994)
  2. Camping Cosmos (1996)
  3. Fermeture de l'usine Renault à Vilvoorde (1998)
  4. La jouissance des hystériques (2000)
- Shaft * (theatrical films)
  1. Shaft (1971)
  2. Shaft's Big Score! (1972)
  3. Shaft in Africa (1973)
  4. Shaft (2000)
- Sherlock Holmes (1962 series with Christopher Lee)
  1. Sherlock Holmes and the Deadly Necklace (1962)
  2. The Private Life of Sherlock Holmes (1970)
  3. Incident at Victoria Falls (1991) (TV)
  4. Sherlock Holmes and the Leading Lady (1992) (TV)
- Shrek (A)
  1. Shrek (2001)
  2. Shrek 2 (2004)
  3. Shrek the Third (2007)
  4. Shrek Forever After (2010)
- Slumber Party Massacre
  1. The Slumber Party Massacre (1982)
  2. Slumber Party Massacre II (1987)
  3. Slumber Party Massacre III (1990)
  4. Cheerleader Massacre (2003) (V)
- The Snake King's Wife
  1. The Snake King's Wife (1971)
  2. The Snake King's Wife Part 2 (1973)
  3. The Snake King's Child (2001)
  4. The Snake King's Grandchild (2006)
- Space: 1999 *
  1. Alien Attack (1976) (TV)
  2. Journey Through the Black Sun (1976) (TV)
  3. Destination Moonbase-Alpha (1978) (TV)
  4. Cosmic Princess (1982) (TV)
- Species
  1. Species (1995)
  2. Species II (1998)
  3. Species III (2004)
  4. Species: The Awakening (2007) (V)
- Spy Kids
  1. Spy Kids (2001)
  2. Spy Kids 2: Island of Lost Dreams (2002)
  3. Spy Kids 3-D: Game Over (2003)
  4. Spy Kids 4: All the Time in the World (2011)
- Starye pesni o glavnom
  1. Starye pesni o glavnom (1996) (TV)
  2. Starye pesni o glavnom 2 (1997) (TV)
  3. Starye pesni o glavnom 3 (1998) (TV)
  4. Starye pesni o glavnom. Postskriptum (2000) (TV)
- Step Up
  1. Step Up (2006)
  2. Step Up 2: The Streets (2008)
  3. Step Up 3D (2010)
  4. Step Up Revolution (2012)
- The Stepford Wives
  1. The Stepford Wives (1975)
  2. Revenge of the Stepford Wives (1980) (TV)
  3. The Stepford Children (1987) (TV)
  4. The Stepford Husbands (1996) (TV)
- Sten Stensson Steen
  1. Sten Stensson kommer till stan (1945)
  2. Ballongen (1946)
  3. Ljuset från Lund (1955)
  4. Sten Stensson kommer tillbaka (1963)
- Stompa
  1. Stompa & Co (1962)
  2. Stompa, selvfølgelig! (1963)
  3. Stompa forelsker seg (1965)
  4. Stompa til Sjøs! (1967)
- The Stranger
  1. Un dollaro tra i denti (1967)
  2. Un uomo, un cavallo, una pistola (1967)
  3. Lo straniero di silenzio (1968)
  4. Get Mean (1976)
- Strawberry Shortcake *
  1. Strawberry Shortcake: The Sweet Dreams Movie (2006)
  2. Strawberry Shortcake: Berry Blossom Festival (2007)
  3. Strawberry Shortcake: Let's Dance (2007)
  4. Strawberry Shortcake: Rockaberry Roll (2008)
- The Street Fighter
  1. The Street Fighter (1974)
  2. Return of the Street Fighter (1974)
  3. The Street Fighter's Last Revenge (1974)
  4. Sister Street Fighter (1974) (spin-off)
- Subspecies
  1. Subspecies (1991)
  2. Bloodstone: Subspecies II (1993) (V)
  3. Bloodlust: Subspecies III (1994) (V)
  4. Subspecies 4: Bloodstorm (1998) (V)
- The Substitute
  1. The Substitute (1996)
  2. The Substitute 2: School's Out (1998) (TV)
  3. The Substitute 3: Winner Takes All (1999) (TV)
  4. The Substitute 4: Failure Is Not An Option (2001) (V)
- Super Giant
  1. Atomic Rulers of the World (1965) (TV) (aka Atomic Rulers)
  2. Invaders from Space (1965) (TV)
  3. Attack from Space (1965) (TV)
  4. Evil Brain from Outer Space (1965) (TV)
- Superman (1978 series)
  1. Superman: The Movie (1978)
  2. Superman II (1980)
  3. Superman III (1983)
  4. Superman IV: The Quest For Peace (1987)
- Taboo American Style
  1. Taboo American Style 1 (1985)
  2. Taboo American Style 2 (1985)
  3. Taboo American Style 3 (1985)
  4. Taboo American Style 4 (1985)
- Tailspin Tommy
  1. Mystery Plane (1939)
  2. Stunt Pilot (1939)
  3. Sky Patrol (1939)
  4. Danger Flight (1939)
- Tammy *
  1. Tammy and the Bachelor (1957)
  2. Tammy Tell Me True (1961)
  3. Tammy and the Doctor (1963)
  4. Tammy and the Millionaire (1967)
- Taxi
  1. Taxi (1998)
  2. Taxi 2 (2000)
  3. Taxi 3 (2002)
  4. Taxi 4 (2007)
- Teenage Mutant Ninja Turtles
  1. Teenage Mutant Ninja Turtles (1990)
  2. Teenage Mutant Ninja Turtles II: The Secret of the Ooze (1991)
  3. Teenage Mutant Ninja Turtles III (1993)
  4. TMNT (2007)
- Terminator *
  1. The Terminator (1984)
  2. Terminator 2: Judgment Day (1991)
  3. Terminator 3: Rise of the Machines (2003)
  4. Terminator Salvation (2009)
- Tesna koža
  1. Tesna koža (1982)
  2. Tesna koza 2 (1987)
  3. Tesna koza 3 (1988)
  4. Tesna koza 4 (1991)
- The Texas Chain Saw Massacre (1974 series)
  1. The Texas Chain Saw Massacre (1974)
  2. The Texas Chainsaw Massacre 2 (1986)
  3. Leatherface: The Texas Chainsaw Massacre III (1990)
  4. Texas Chainsaw Massacre: The Next Generation (1994)
- A Thief on the Night
  1. A Thief in the Night (1972)
  2. A Distant Thunder (1978)
  3. Image of the Beast (1980)
  4. The Prodigal Planet (1983)
- The Three Musketeers (1978 series)
  1. d'Artagnan and Three Musketeers (1978)
  2. Musketeers Twenty Years After (1992)
  3. The Secret of Queen Anne or Musketeers Thirty Years After (1993)
  4. The Return of the Musketeers, or The Treasures of Cardinal Mazarin (2007)
- Tiny Toon Adventures *
  1. Tiny Toon Adventures: How I Spent My Vacation (1992) (V)
  2. It's a Wonderful Tiny Toon Christmas Special (1992) (TV)
  3. Tiny Toons Spring Break (1994) (TV)
  4. Tiny Toons Night Ghoulery (1995) (TV)
- Toho Space Opera series
  1. The Mysterians (1957)
  2. Battle in Outer Space (1959)
  3. Gorath (1963)
  4. The War in Space (1977)
- The Toxic Avenger *
  1. The Toxic Avenger (1985)
  2. The Toxic Avenger Part II (1989)
  3. The Toxic Avenger Part III: The Last Temptation of Toxie (1989)
  4. Citizen Toxie: The Toxic Avenger IV (2000)
- La Noche del terror ciego (Tombs of the Blind Dead)
  1. La Noche del terror ciego (Tombs of the Blind Dead) (1971)
  2. El Ataque de los muertos sin ojos (Return of the Blind Dead) (1973)
  3. El Buque maldito (The Ghost Galleon) (1974)
  4. La Noche de las gaviotas (Night of the Seagulls) (1975)
- Tremors
  1. Tremors (1990)
  2. Tremors 2: Aftershocks (2006)
  3. Tremors 3: Back to Perfection (2001) (V)
  4. Tremors 4: The Legend Begins (2004) (prequel) (V)
- Tuntematon sotilas
  1. Tuntematon sotilas (1955)
  2. Täällä Pohjantähden alla (1968)
  3. Akseli ja Elina (1970)
  4. Täällä Pohjantähden alla II (2010)
- Underworld
  1. Underworld (2003)
  2. Underworld: Evolution (2006)
  3. Underworld: Rise of the Lycans (2009) (prequel)
  4. Underworld: Awakening (2012)
- Ultus (serials)
  1. Ultus, the Man from the Dead (1916)
  2. Ultus and the Grey Lady (1916)
  3. Ultus and the Secret of the Night (1916)
  4. Ultus and the Three-Button Mystery (1917)
- Violent Shit
  1. Violent Shit (1989)
  2. Violent Shit II: Mother Hold My Hand (1992)
  3. Violent Shit III: Infantry of Doom (1999)
  4. Karl the Butcher vs. Axe (2010)
- Voyna i mir
  1. Voyna i mir I: Andrey Bolkonskiy (1965)
  2. Voyna i mir II: Natasha Rostova (1966)
  3. Voyna i mir III: 1812 god (1967)
  4. Voyna i mir IV: Pierre Bezukhov (1967)
- Walking Tall *
  1. Walking Tall (1973)
  2. Walking Tall Part II (1975)
  3. Final Chapter: Walking Tall (1977)
  4. A Real American Hero (1978) (TV)
- Watchers
  1. Watchers (1988)
  2. Watchers II (1990)
  3. Watchers 3 (1994)
  4. Watchers Reborn (1998)
- Werner
  1. Werner - Beinhart! (1990)
  2. Werner - Das muss kesseln! (1996)
  3. Werner - Volles Rooäää!!! (Fäkalstau in Knöllerup) (1999)
  4. Werner - Gekotzt wird später! (2003)
- White Fang (1974 series) *
  1. White Fang to the Rescue (1974)
  2. The Return of White Fang (1974)
  3. White Fang and the Gold Diggers (1974)
  4. White Fang and the Hunter (1975)
- Wild Bill Saunders
  1. The Taming of the West (1939)
  2. Pioneers of the Frontier (1940)
  3. The Man from Tumbleweeds (1940)
  4. The Return of Wild Bill (1940)
- Wild Things
  1. Wild Things (1998)
  2. Wild Things 2 (2004) (V)
  3. Wild Things: Diamonds in the Rough (2005) (V)
  4. Wild Things: Foursome (2010) (V)
- Wishmaster
  1. Wishmaster (1997)
  2. Wishmaster 2: Evil Never Dies (1999) (V)
  3. Wishmaster 3: Beyond the Gates of Hell (2001) (V)
  4. Wishmaster 4: The Prophecy Fulfilled (2002) (V)
- Witch Mountain
  1. Escape to Witch Mountain (1975)
  2. Return from Witch Mountain (1978)
  3. Beyond Witch Mountain (1982) (TV) (Interquel between Escape and Return)
  4. Race to Witch Mountain (2009)
- The Wizard of Oz (1910 series)
  1. The Wonderful Wizard of Oz (1910)
  2. Dorothy and the Scarecrow in Oz (1910)
  3. The Land of Oz (1910)
  4. John Dough and the Cherub (1910)
- Wrong Turn
  1. Wrong Turn (2003)
  2. Wrong Turn 2: Dead End (2007) (V)
  3. Wrong Turn 3: Left for Dead (2009) (V)
  4. Wrong Turn 4: Bloody Beginnings (2011) (prequel) (V)
- Zoey 101 *
  1. Zoey 101: Spring Break-Up (2006) (TV)
  2. Zoey 101: The Curse of PCA (2007) (TV)
  3. Zoey 101: Goodbye Zoey? (2008) (TV)
  4. Zoey 101: Chasing Zoey (2008) (TV)
- Zombi
  1. Zombi 2 (1979)
  2. Zombi 3 (1987)
  3. Killing Birds (1987)
  4. After Death (1988)